# Yo La Tengo Is Murdering the Classics
Yo La Tengo Is Murdering the Classics är ett samlingsalbum med Yo La Tengo, utgivet 2006.

## Låtlista
1. "Tighten Up" (Archie Bell and the Drells)
2. "The Night Chicago Died" (Paper Lace)
3. "Raw Power" (The Stooges)
4. "Sea Cruise" (Huey ”Piano” Smith)
5. "Favorite Thing" (The Replacements)
6. "Baseball Altamont" (Ned Hayden-Philip Shelley)
7. "Meet the Mets" (Bill Katz-Ruth Roberts)
8. "Oh Bondage, Up Yours!" (X-Ray Spex)
9. "Ding Dang/Interplanetary Music" (Brian Wilson-Roger McGuinn / Sun Ra)
10. "Captain Lou" (NRBQ)
11. "Oh! Sweet Nuthin'" (Lou Reed)
12. "Route 66″ (Bobby Troup)
13. "Roadrunner" (Jonathan Richman)
14. "Tijuana Taxi"(Ervan Coleman)
15. "Mendocino/Raindrops Keep Fallin’ on My Head" (Doug Sahm / Burt Bacharach)
16. "Sweet Dreams (Are Made of This)" (Eurythmics)
17. "Baby’s on Fire" (Brian Eno)
18. "Mary Anne With the Shaky Hand" (The Who)
19. "The Hokey Pokey" (Larry Laprise-Taftt Baker-Charles Macak)
20. "You May Be Right" (Billy Joel)
21. "Mama Told Me" (Not to Come) (Randy Newman)
22. "Roundabout" (Yes)
23. "You Ain’t Seen Nothing Yet" (Bachman-Turner Overdrive)
24. "Don’t Worry, Kyoko (Mummy's Only Looking for Her Hand in the Snow)" (Yoko Ono)
25. "Downtown" (Petula Clark)
26. "Let the Good Times Roll" (Shirley Goodman-Leonard Lee)
27. "Never on Sunday" (Manos Hadjidakis-Billy Towne)
28. "20th Century Boy" (T.Rex)
29. "Rock the Boat" (Hues Corporation)
30. "Shotgun" (Junior Walker and the All-Stars)